# 少人数教育
少人数教育（しょうにんずうきょういく）とは1クラスを15 - 25人程度にする事で勉強の効率化を狙った教育方法。

## 概要
最初から少人数のクラス分けをする場合と、特定の教科のみ学級を分けて少人数のクラスを設置する場合の2パターンがある。
これを実行する事で教師1人に対する生徒の数が減り、生徒1人1人の実態が把握しやすくなるというメリットがある。また、低年齢層を中心に、発表が苦手な生徒や授業に集中できない生徒の授業への参加を促す効果もあり、新しい教育方法として注目され始めている。特に算数・数学の分野で、習熟度別少人数教育の導入が全国各地で進んでいる。
しかし、この教育方法は性質上 本来より多くの教室と教員が必要なため、それらに余裕の無い学校では導入が不可能な場合がある。また、教科ごとの導入の場合「教え方や進度をクラス単位で統一しなければならない」「時間割の融通が利きにくい」など、新たな問題点も発生している。

## 学力
小学校低学年においては学級規模が小さいほど学力が高い傾向がみられ、高学年では学生数での差異は小さいが長期的にみると過去の学力調査得点が低かった児童の底上げ効果が見られた。一方、学級規模の影響について否定的な見解を示す研究も多い。ただし、学級規模の影響を検証する上では、データの階層性や剰余変数との交絡に対処する必要がある。これまで国内で行われた研究の多くは学校レベルの分析に基づいているが、その場合、学校レベルの剰余変数である学校規模や学区の社会経済的背景との交絡が結果に偏りをもたらす可能性がある。これを防ぐため、学級レベルの解析を行った研究では、学級規模が10人拡大するごとに、国語の得点が0.07SD、算数・数学の得点が0.10SD低下することが示されている。

## 情緒的・行動的問題
学級規模が学力だけでなく、学級風土や児童生徒の情緒・行動上の問題に影響することを示した研究も少数ながら存在する。国内の研究では、学級規模の拡大が、教師や友人からのソーシャルサポートの減少、向社会的行動の減少、抑うつの上昇につながることが報告されている。